# Новорайськ
Новорайськ (засноване у 1840-х роках як хутір Рогулін, у 1855—1921 роках — хутір Іванівка) — селище в Україні, центр Новорайської сільської громади Бериславського району Херсонської області. За переписом населення України 2001 року в селищі мешкало 2376 осіб

## Населення

### Мова
Розподіл населення за рідною мовою за даними перепису 2001 року:
| Мова            | Кількість | Відсоток |
| --------------- | --------- | -------- |
| українська      | 2222      | 93.17%   |
| російська       | 156       | 6.54%    |
| білоруська      | 3         | 0.13%    |
| румунська       | 3         | 0.13%    |
| інші/не вказали | 1         | 0.03%    |
| Усього          | 2385      | 100%     |

## Географія
У селі бере початок річка Балка Кам'янка.

## Видатні особи
- Олексій Кучер (1985) — народний депутат 9 скликання.
- Осипенко-Радомська Інна Володимирівна (1982) — українська веслувальниця на байдарці, чемпіонка Олімпійських ігор в Пекіні, двічі срібна медалістка Олімпійських ігор у Лондоні та бронзова медалістка Олімпійських ігор в Афінах, неодноразова призерка і чемпіонка Європи, чемпіонка світу, краща спортсменка України 2010 року.
- Старостін Михайло Григорович (1990—2020) — старший сержант ЗСУ, учасник російсько-української війни.